# 634.
◄ | 6. stoljeće | 7. stoljeće | 8. stoljeće | ►
◄ | 600-ih | 610-ih | 620-ih | 630-ih | 640-ih | 650-ih | 660-ih | ►
◄◄ | ◄ | 631. | 632. | 633. | 634. | 635. | 636. | 637. | ► | ►►
Astronomija • Književnost • Kršćanstvo • Pravo • Promet

## Smrti
- 23. kolovoza – Abu Bakr, arapski kalif (* oko 537.)

## Vanjske poveznice
|  | Zajednički poslužitelj ima još gradiva o temi 634. |